# Claire Barré
Claire Barré est une scénariste et romancière française née en 1974.

## Biographie

### Enfance et formation
Elle est la fille d'un ingénieur et d'une infirmière et est membre d'une fratrie nombreuse. 
Elle suit des cours de comédie au Cours Simon puis plus tard elle étudie l'écriture de scénario au Conservatoire européen d'écriture audiovisuelle,.

### Carrière
Après sa formation au Cours Simon, Claire Barré joue et écrit pour le café-théâtre et le théâtre, notamment au Point-Virgule où elle est repérée par un producteur qui lui propose de travailler pour Les Minikeums. 
Une fois reçue au concours du Conservatoire européen d'écriture audiovisuelle (CEEA), elle écrit pour différentes séries pour TF1, France 2 et  Arte et anime des ateliers d'écriture scénaristique au CEEA, à La Fémis et à l'université Paris X. Elle coécrit aussi des adaptations de livres comme L’Homme qui ment de Marc Lavoine. 
Son premier roman, Ceci est mon sexe, sort chez Hugo & Cie en juin 2014. Elle se fait connaître la même année en remportant le Grand Prix du scénario Sopadin pour le film Une épouse idéale,. France Culture en diffuse d'ailleurs une lecture publique du scénario par Julie Gayet, présidente du jury. Le récit est centré sur la femme d'Oscar Wilde dont la vie bascule le jour où elle découvre que son mari est homosexuel.
En 2017, elle publie son quatrième livre, un essai nommé Comment je n’ai pas écrit de film sur Sitting Bull paru aux éditions Robert Laffont. En effet, le 1er février 2014 apparaît dans la cuisine de son appartement parisien, alors qu'elle est en train de déjeuner en famille, le visage du chef indien Sitting Bull. Claire Barré réalise alors des recherches qui la mènent chez une chamane russe à Paris puis au Dakota du Sud pour rencontrer l’arrière petit-fils de Sitting Bull, jusqu'à la découverte du fait qu'elle est elle aussi chamane.
En 2019, elle coécrit avec la réalisatrice Fabienne Berthaud Un monde plus grand.
En 2022, elle réalise le scénario de Hommes au bord de la crise de nerfs réalisé par Audrey Dana.
En 2024, elle est coscénariste du film Boléro. Il s'agit de sa troisième collaboration avec la réalisatrice Anne Fontaine après Blanche comme neige dans lequel elle avait collaboré et Police qu'elle avait coécrit.

### Vie privée
Elle a deux enfants et vit à Paris. 

## Filmographie

### Scénariste
- 2014 : Une épouse idéale
- 2019 : Un monde plus grand
- 2020 : Police
- 2022 : Hommes au bord de la crise de nerfs
- 2024 : Boléro

## Ouvrages

### Romans
- Hugo Roman, Ceci est mon sexe, 2014 (ISBN 978-2-75561-499-2)
- Robert Laffont, Baudelaire, le diable et moi, 2015 (ISBN 978-2-221157-38-1)
- Robert Laffont, Phrères, 2016 (ISBN 978-2-22119-121-7)
- Sable Polaire, Chant d'amours, 2019 (ISBN 978-2-49049-410-1)
- Tredaniel la Maisnie, La Ballade de Nitchevo, 2022 (ISBN 978-2-81322-602-0)

### Essais
- Robert Laffont, Pourquoi je n'ai pas écrit de film sur Sitting Bull, 2017 (ISBN 978-2-22120-217-3)
- Sundancer : Sagesse et visions d'un natif américain, 2021 (ISBN 978-2-81322-571-9)